# Palais Loß

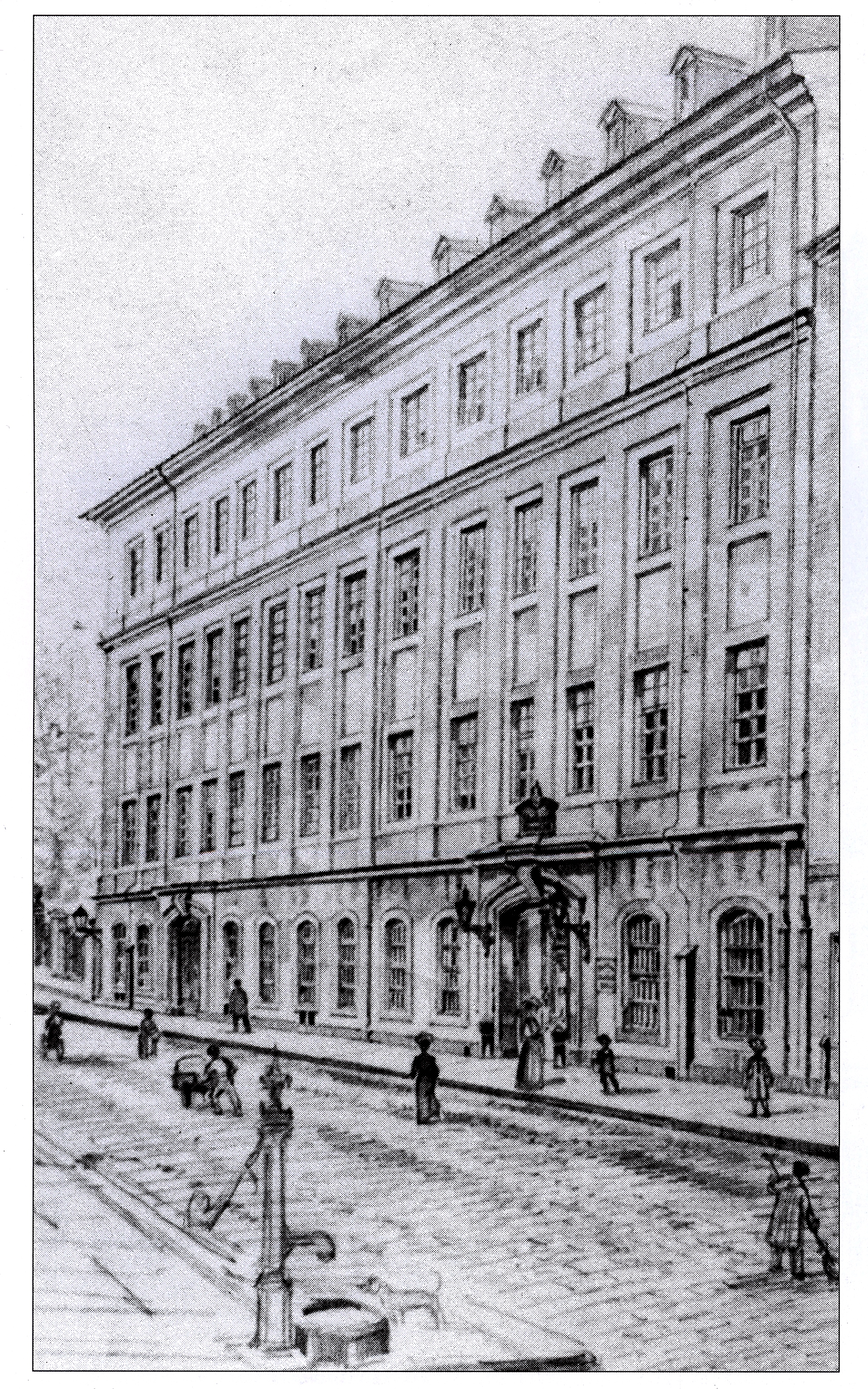
Dresden, Palais Loß, Kreuzstraße Nr. 10, vor dem Abbruch 1905

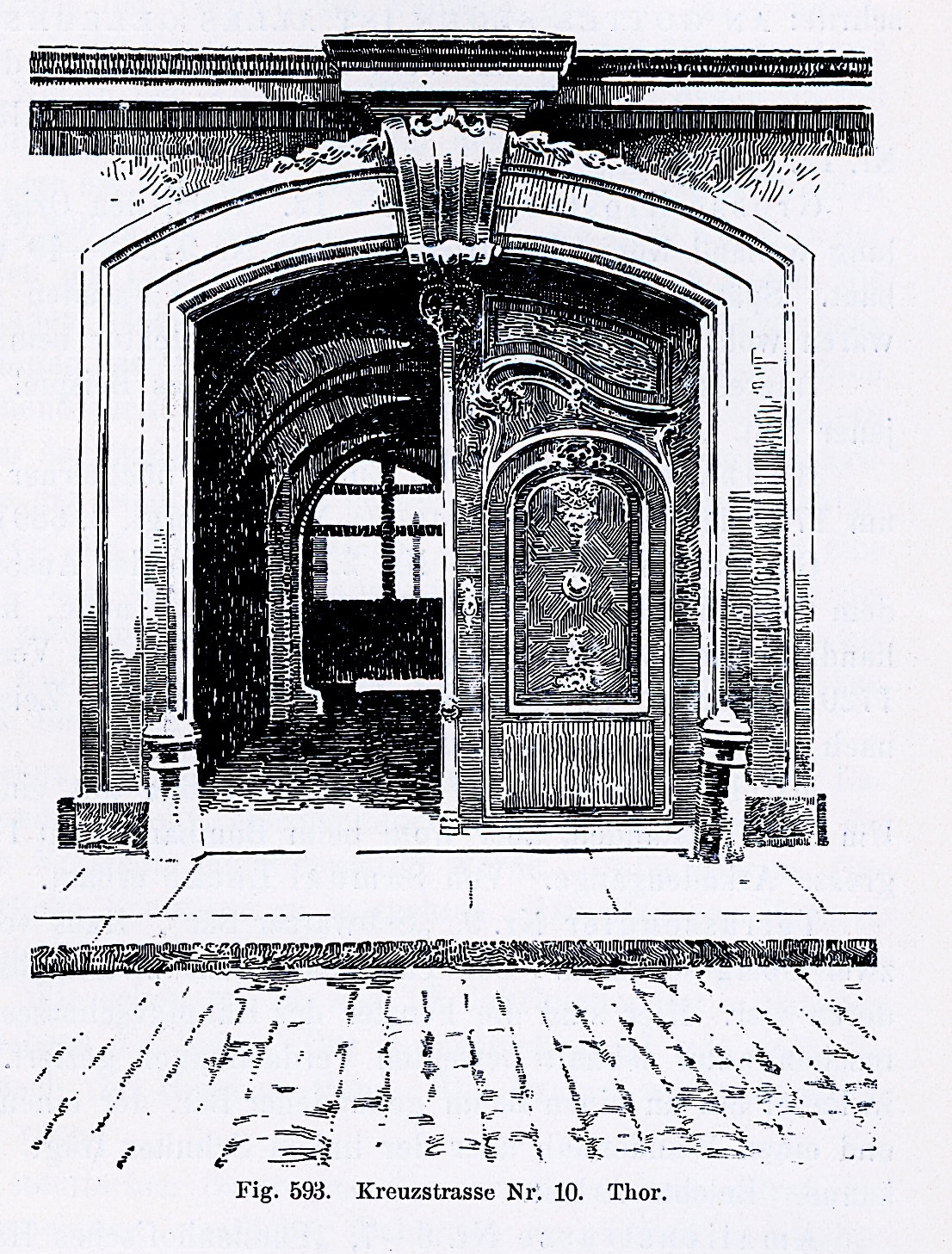
Dresden, Palais Loß, Kreuzstraße Nr. 10, Portal.

Das Palais Loß (auch Gräflich Loss’sches Palais) wurde 1773 nach Entwürfen des Architekten Johann Gottfried Kuntsch an der Kreuzstraße 10 in Dresden erbaut. Der später als Gesandtschaft und städtisches Verwaltungsgebäude genutzte Bau wurde 1905 für den Neubau des Dresdner Rathauses abgebrochen.

## Geschichte
Im 16. Jahrhundert befand sich das Grundstück im Besitz des kurfürstlichen Kammerdieners und Dresdner Bürgermeisters Bastian Kröß. Dieser ließ das bestehende Gebäude mit dem Nachbarhaus vereinigen und zu einem repräsentativen Wohnsitz umbauen. Um 1665 kam das Haus an Frau Maria von Klengel, Gemahlin des Baumeisters Wolf Caspar von Klengel. 1773 ließ der neue Besitzer des Grundstücks, der kursächsische Kabinettsminister Johann Adolf von Loß, an gleicher Stelle einen Neubau im Barockstil errichten. Fortan wurde dieser Gräflich Loss’sches Palais genannt und war zeitweise Sitz der französischen Gesandten Baron Jean-Charles de Serra, der sich hier am 14. Dezember 1812 mit Napoleon zu Unterredungen traf. Ab 1888 diente es als Stadthaus Verwaltungsaufgaben., ab 1891 als Sitz des Dresdner Stadtmuseums.

## Baubeschreibung
Laut der Beschreibung von Stefan Hertzig war der Bau elf Achsen breit und vier Geschosse hoch. Die Fassade zeigte ein strenges System aufgeputzter Lisenen und eingetiefte Spiegel. Im Erdgeschoss befanden sich zwei Portale mit Stichbogenabschluss, die an ihren Schlusssteinen  Blütenkettendekor zeigten. Laut Cornelius Gurlitt befanden sich die Originalpläne Kuntschs bis 1945 in der Sammlung König Friedrich Augusts, Nr. 97369. Fritz Löffler schreibt die aufwändige Rokokoschnitzerei der Türe dem Holzbildhauer Joseph Deibel zu. Dassdorf, Hasche und Lehninger bemerkten die edle Einfachheit und Schmucklosigkeit der Fassade sowie die bequeme und „ganz im neuen Geschmack“ ausgestattete Anlage im Inneren.